# Karel Čapek

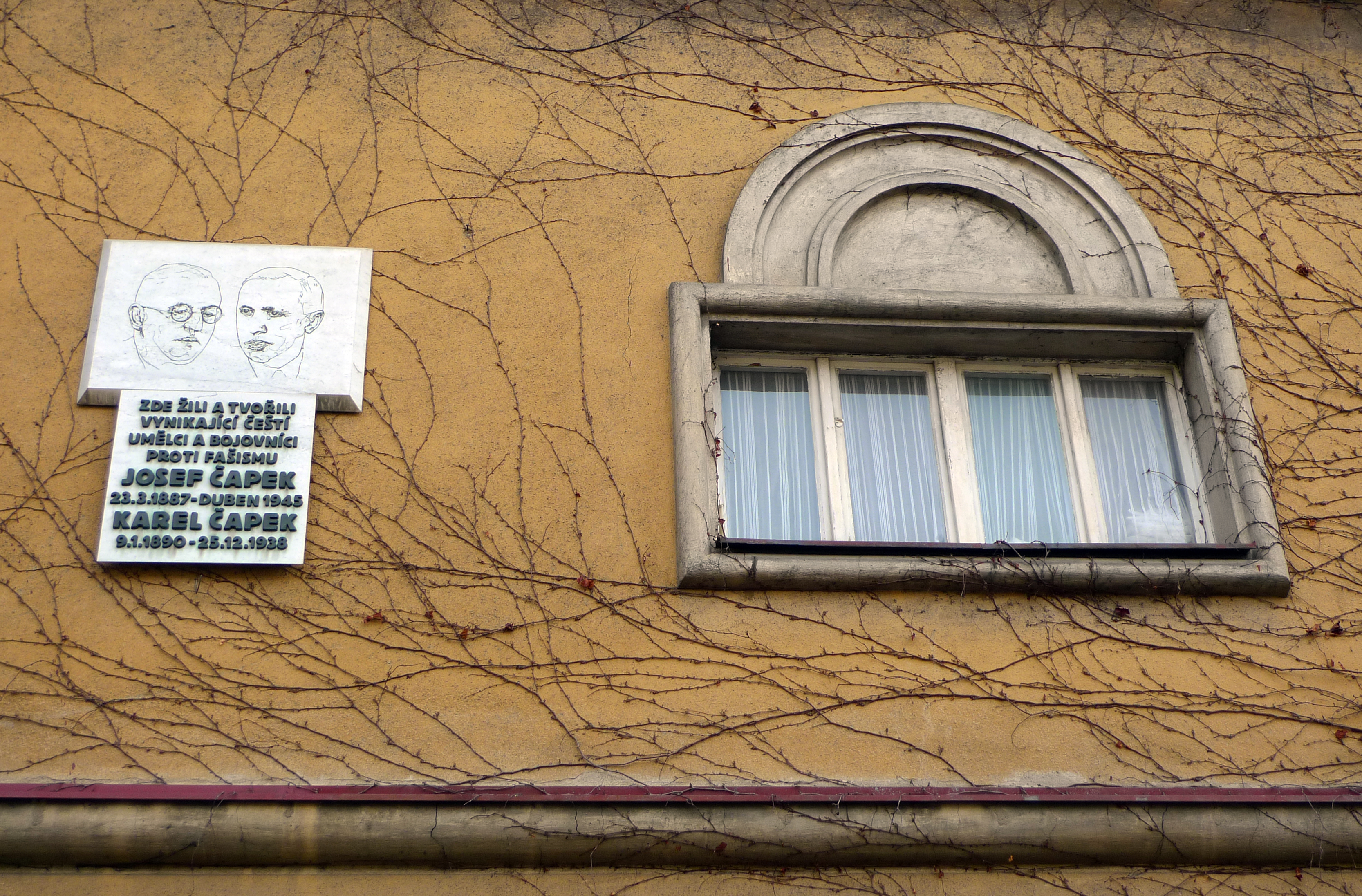
A Čapek-testvérek emléktáblája Prágában

Karel Čapek (Malé Svatoňovice, Osztrák–Magyar Monarchia, 1890. január 9. – Prága, 1938. december 25.) az egyik legnagyobb hatású 20. századi cseh író. Ő használta először a robot szót az 1921-ben megjelent R.U.R. című színművében.

## Életpályája
Čapek Malé Svatoňovicében, az Óriás-hegység lábánál fekvő faluban született, ahol apja orvos volt (Bohémiában, az Osztrák–Magyar Monarchiában, a mai Csehország területén): Testvérei Helena (1886–1961) és Josef (1887–1945) voltak. A család később egy közeli kisvárosba, Úpicébe költözött. Čapek kezdetben Hradec Královéban járt gimnáziumba, innen egy Ausztria-ellenes szervezetben való részvétele miatt távoznia kellett, a középiskolát Brnóban fejezte be. Tanulmányait a prágai Károly Egyetemen filozófia szakon folytatta. Utána Berlinben és Párizsban is tanult. Doktori disszertációjának témája a pragmatista filozófia és esztétika volt.
Az első világháború idején betegsége miatt katonai szolgálatra alkalmatlannak minősítették. Megalakulásától (1925) a Nemzetközi PEN Club csehszlovákiai tagozatának elnöke volt (1933-ig).
1935-ben feleségül vette Olga Scheinpflugová színésznőt, aki néhány színművében is játszott.
Megtagadta, hogy elhagyja az országát, annak ellenére, hogy a Gestapo közellenségnek számította őt. Hamarosan, 1938. december 25-én meghalt kétoldali tüdőgyulladásban. A prágai Vyšehrad temetőbe temették. A testvére, Josef Čapek festő és író a bergen-belseni koncentrációs táborban halt meg.

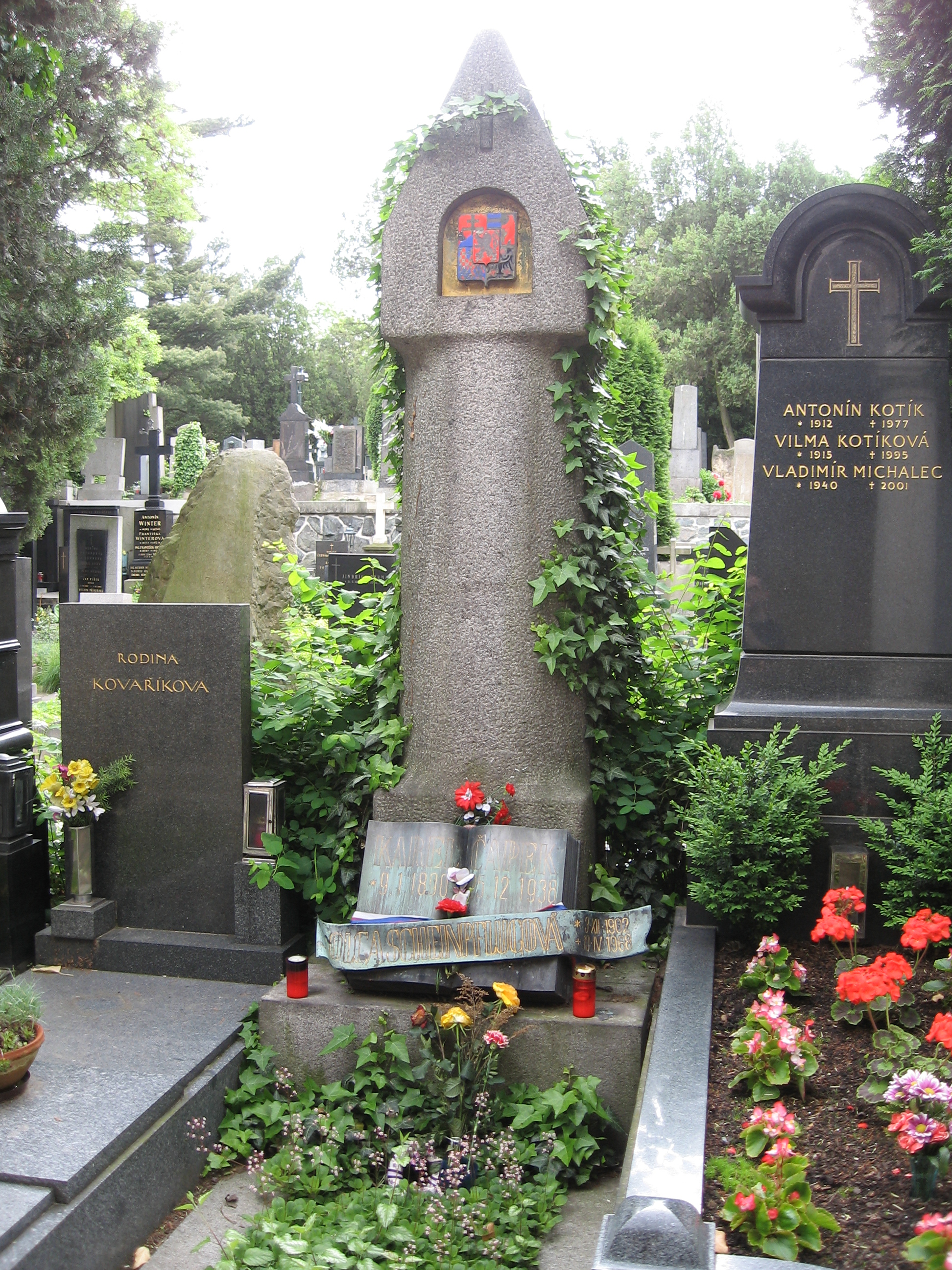
Karel Čapek síremléke a prágai temetőben

## Munkássága
Čapek magas intelligenciával és humorral írt különböző témákról. A könyveit leginkább az érdekességük és a pontos, élethű környezet-leírásuk miatt ismerik. Karel Čapeket részben sci-fi-íróként is azonosítják, aki jóval a science fiction önálló műfajjá válása előtt írt ilyen témájú könyveket. Őt tartják a klasszikus, nem mai tudományos-fantasztikus irodalom egyik megalapítójának, mely műfajban a jövőbe tekintés, például űrutazás, a társadalmi fejlődés a fő téma. Ám Čapeket Aldous Huxley-val és George Orwell-lel szokták a legjobb sci-fi motívumokat használó írók közé sorolni.
A munkái közül sok vitatja meg olyan forradalmi találmányoknak és eljárásoknak az erkölcsi és más szempontjait, amikre már számítottak a 20. század első felében. Ezek közé tartoznak a tömegtermelés, az atomfegyverek és az intelligens lények, például robotok.
Čapek eközben olyan társadalmi katasztrófáktól való félelmet fejezett ki, mint a diktatúra, az erőszak, és a vállalatok korlátlan ereje.
Čapek „irodalmi örökösei” Ray Bradbury, Salman Rushdie, Brian W. Aldiss és Dan Simmons.
A többi könyve és játéka detektívtörténet (de azon túlmutató, mély filozofikus tartalmú irodalmi mű), regény, tündérmese és színházi játék. Néhány munkája megpróbál választ adni az ismeretelmélet ama kérdésére, hogy mi a tudás. Karel Čapek trilógiája ezekből a könyvekből áll: Hordubal, Meteor, Egyszerű élet.
Később az 1930-as években Čapek munkája a brutális náci és fasiszta diktatúrák fenyegetésére koncentrált. A legtermékenyebb évei Csehszlovákia első köztársaságának létezésével egybeestek (1918-1938).

## Čapek a kultúrában
- A Futurama tudományos-fantasztikus rajzfilm sorozatban van egy bolygó, a Chapek 9, amely teljes egészében robotok által lakott, ez egy utalás Karel Čapekre, a robot kifejezés kitalálójára.
- A Rekviem Matuzsálemért című Star Trek epizódban az android, Rayna Kapec Čapek tiszteletére lett így elnevezve.
- Legalább két számítógépes programnyelvet elneveztek Čapekről:
  - KAREL programnyelv FANUC robotoknak.
  - Karel, egy tanítási eszköz, amitől azt kívánták, hogy kezdőknek mutasson be programozást; a diákok utasítanak egy robotot (szintén Karel).
- A Red Faction számítógépes játékban van egy Dr. Capek nevű karakter, aki nanotechnológiával kapcsolatos kísérleteket végez.
- Heinlein DOUBLE STARjában van egy Dr. Capek.

## Művei
Munkák, amik a korai tudományos-fantasztikus irodalom részei:
- 1920: R.U.R. (Rossumovi univerzální roboti) – dráma
- 1922: A Makropulos ügy (Věc Makropulos) – dráma
- 1922: Abszolútum-gyár (Továrna Na absolutno) – tárcaregény
- 1924: Krakatit (Krakatit) – regény
- 1936: Harc a szalamandrákkal (Válka s Mloky) – regény

Fasizmusellenes munkák az 1930-as évekből:
- 1937: A fehér kór (Bílá nemoc) – dráma
- 1938: Az anya (Matka) – dráma

Egyéb fontos munkái:
- 1927: Egy tisztes polgár meghurcoltatása (Skandální aféra Josefa Holouška)
- 1929: Elbeszélések az egyik zsebemből – elbeszélések a másik zsebemből (Povídky z jedné kapsy, Povídky z druhé kapsy) – elbeszélések (Magyarul legutóbb 'Zsebtörténetek', korábban 'Betörők, bírák, bűvészek és társaik', majd 'Az ellopott gyilkosság' címmel jelent meg.[1])
- 1933: Hordubal – regény
- 1934: Meteor (Povětroň) – regény
- 1934: Egy mindennapi élet (Obyčejný život) – regény

### Josef Čapekkel közös művei
- 1921: A rovarok életéből (Ze života hmyzu)
- 1927: Ádám, a világteremtő (Adam stvořitel)
- 1929: A szenvedelmes kertész (Zahradníkův rok), Josef Čapek illusztrációival

## Magyarul

### 1944-ig
- Capek Károly: R U R, Rossum's universal robots. Utópisztikus kollektív dráma; ford. Kolos Ernő, Polák József; Szlovák Ny., Kosice, 1922
- A zsivány. Komédia; ford. Sziklay Ferenc; Szlovák Könyvnyomda Rt., Kosice, 1922
- Beszélgetések Masaryk Garrigue Tamással, 1-3.; ford. Sas Andor; Novina, Munkács, 1933–1937
- Masaryk-fényképek. Pillanatfelvételek az utóbbi évekből; vál. Josef Čapek, et al., szöveg Karel Čapek, ford. Donner Pál; Orbis, Prága, 1935
- Hordubal; ford. Donner Pál; Prager, Pozsony, 1935 (Az Új Európa könyvesháza)
- Meteor. Regény; ford. Donner Pál; Prager, Pozsony, 1936 (Az Új Európa könyvesháza)
- Dásenka. Egy kis foxi élete. Elbeszéli, rajzolta, fényképezte és átélte Karel Čapek; ford. Nádass József, Anton Straka; Prager, Pozsony, 1936
- Fehérkór; ford. Donner Pál; Prager, Pozsony, 1937 (Az új Európa könyvesháza)
- Egy mindennapi élet. Regény; ford. Donner Pál; Prager, Pozsony, 1937 (Az új Európa könyvesháza)

### 1945 után
- Nehéz a kertész élete; ford. Peéry Dezső; Budapest Irodalmi Intézet, Budapest, 1948 (Új könyvtár)
- Négy mese; ford. Hegedüs Adél, ill. Győry Miklós; Szikra, Bp., 1948
- Harc a szalamandrákkal; ford. Szekeres László; Anonymus, Bp., 1948
- Az anya. Játék; ford. Egri Viktor; SDLZ, Bratislava, 1955
- Az első osztag. Regény; ford. Czagány Iván; Csehszlovákiai Magyar Kiadó, Bratislava, 1955
- Az első csapat; ford. Szekeres György; Új Magyar Kiadó, Bp., 1956
- Rólam van szó, azaz Dásenkáról, egy kis foxiról. Írta, rajzolta és fényképezte Karel Čapek; ford. Nádass József; Ifjúsági, Bp., 1955
- Betörők, bírák, bűvészek és társaik; ford. Zádor András, ill. Hugo Böttinger; Szépirodalmi, Bratislava, 1956
- Aranykagylótól az éjféli napig; ford. Szeberényi Lehel, Székely István, utószó Szeberényi Lehel, ill. a szerző; Magvető, Bp., 1957
- Történelmi görbe tükör; ford. Tóth Tibor; Szlovákiai Szépirodalmi Kiadó, Bratislava, 1957
- Az anya. Színmű; ford. Szeberényi Lehel, utószó Kovács Endre; Európa, Bp., 1959
- Meteor; ford. Zádor András, utószó Dobossy László; Európa, Bp., 1962
- Josef Čapek–Karel Čapek: A férgek életéből; Színháztudományi Intézet, Bp., 1963 (Világszínház)
- Egyszerű élet. Regény; ford. Zádor András; Európa, Bp., 1963
- Kínos történetek; ford. Zádor András; Európa, Bp., 1963
- Egy híján egy tucat mese és ráadásul egy Josef Čapektól; ford. Zádor Margit, ill. Josef Čapek; SVKL, Bratislava, 1964
- Elbeszélések; vál., utószó Dobossy László, ford. Hosszu Ferenc et al.; Európa, Bp., 1964
- Krakatit. Regény; ford. Hosszú Ferenc; Európa, Bp., 1965
- Az ellopott gyilkosság és más bűnügyi történetek; ford. Zádor András; Európa, Bp., 1966 (Európa zsebkönyvek)
- Kozman Gusztáv: A tettes ismerős; Karel Čapek novellái alapján; in: A tettes ismerős; NPI, Bp., 1971 (Színjátszók kiskönyvtára)
- Barangolások Európában, 1-2.; ford. Szeberényi Lehel, Székely István, ill. a szerző; Európa, Bp., 1972–1973
- A szenvedelmes kertész; ford. Mayer Judit, illetve Alena Dostálová; Natura, Bp., 1972
- Foltyn zeneszerző élete és munkássága; ford. Sándor László; Magyar Helikon–Európa, Bp., 1972
- Egy kis foxi élete. Rajzolta, fényképezte és elmondja Karel Čapek; ford. Nádass József; Móra, Bp., 1973
- Három színmű / A fehér kór / Az anya / R.U.R.; ford. Zádor András, Rubin Péter, Szeberényi Lehel; Európa, Bp., 1974
- Kulisszatitkok; vál. Hosszú Ferenc, ford. Mayer Judit, ill. Josef Čapek, Karel Čapek; Európa, Bp., 1975
- Emberi dolgok; ford. Mayer Judit, vál. Hosszú Ferenc, ill. Josef Čapek, Karel Čapek; Európa, Bp., 1976
- Josef Čapek–Karel Čapek: Két komédia / A rovarok életéből; ford. Hosszu Ferenc / Ádám, a világteremtő; ford. Hap Béla; Európa, Bp., 1976
- Évszakok; vál. Hosszú Ferenc, ford. Mayer Judit, ill. Karel Čapek, O. Mrkvicka, F. Bidlo; Európa, Bp., 1978
- Abszolútum-gyár. Tárcaregény; ford. Rubin Péter, ill. Josef Čapek; Európa, Bp., 1978
- Tárgyak és tájak; ford. Mayer Judit, vál. Hosszú Ferenc, ill. Karel Čapek; Európa, Bp., 1980
- Egy tisztes polgár meghurcoltatása; ford. Mayer Judit; Európa, Bp., 1981
- Az irodalom margójára; ford. Mayer Judit, vál. Hosszú Ferenc, Hubik István, ill. Karel Čapek; Európa, Bp., 1983
- A repülő ember és más furcsa történetek; vál., szerk. Hunyadi Csaba, ford. Hosszú Ferenc et al.; LAZI, Szeged, 2000
- Dásenka avagy Egy kölyökkutya élete. Megírta, lerajzolta és lefényképezte Karel Čapek; ford. Körtvélyessi Klára; Ab Ovo, Bp., 2004
- Egy tisztes polgár meghurcoltatása. És más történetek a média természetéről; ford. Mayer Judit; Alinea, Bp., 2011
- R. U. R. Rossum Univerzális Robotjai. Színdarab egy bevezető jelenetben és három felvonásban; ford. M. Nagy Judit; Quattrocento, Bp., 2012

## Fordítás
- Ez a szócikk részben vagy egészben  a   Karel Čapek című angol Wikipédia-szócikk ezen változatának fordításán alapul.  Az eredeti cikk szerkesztőit annak laptörténete sorolja fel. Ez a jelzés csupán a megfogalmazás eredetét és a szerzői jogokat jelzi, nem szolgál a cikkben szereplő információk forrásmegjelöléseként.
- Ez a szócikk részben vagy egészben  a   Karel Čapek című eszperantó Wikipédia-szócikk ezen változatának fordításán alapul.  Az eredeti cikk szerkesztőit annak laptörténete sorolja fel. Ez a jelzés csupán a megfogalmazás eredetét és a szerzői jogokat jelzi, nem szolgál a cikkben szereplő információk forrásmegjelöléseként.